# Жеменос
Жемено́с (фр. Gémenos) — коммуна на юго-востоке Франции в регионе Прованс — Альпы — Лазурный Берег, департамент Буш-дю-Рон, округ Марсель, кантон Ла-Сьота.
Площадь коммуны — 32,75 км², население — 5882 человека (2006) с выраженной тенденцией к росту: 6198 человек (2012), плотность населения — 189,3 чел/км².

## Население
Население коммуны в 2011 году составляло 6165 человек, а в 2012 году — 6198 человек.
| 1962 | 1968 | 1975 | 1982 | 1990 | 1999 | 2006 | 2008 | 2011 | 2012 |
| ---- | ---- | ---- | ---- | ---- | ---- | ---- | ---- | ---- | ---- |
| 2597 | 2807 | 3029 | 4548 | 5025 | 5481 | 5882 | 6007 | 6165 | 6198 |

Динамика населения:

## Экономика
В 2010 году из 3882 человек трудоспособного возраста (от 15 до 64 лет) 2689 были экономически активными, 1193 — неактивными (показатель активности 69,3%, в 1999 году — 67,1%). Из 2689 активных трудоспособных жителей работали 2456 человек (1265 мужчин и 1191 женщина), 233 числились безработными (117 мужчин и 116 женщин). Среди 1193 трудоспособных неактивных граждан 434 были учениками либо студентами, 425 — пенсионерами, а ещё 334 — были неактивны в силу других причин.
На протяжении 2010 года в коммуне числилось 2471 облагаемое налогом домохозяйство, в котором проживало 6059,0 человек. При этом медиана доходов составила 25 тысяч 378 евро на одного налогоплательщика.